# سايوري فوجيتا
سايوري فوجيتا (باليابانية: 藤田 小百合؛ بالكانا: ふじた さゆり) هي ترفيهية يابانية، ولدت في 13 أكتوبر 1979 في طوكيو في اليابان.